# Lang Hout
Lang Hout is een buurtschap in de gemeente Peel en Maas, in de Nederlandse provincie Limburg. Tot 2010 viel deze onder de gemeente Maasbree.
Lang Hout ligt ongeveer anderhalve kilometer ten zuidwesten van het dorp Maasbree. Naar het zuidoosten ligt de buurtschap Rinkesfort.
In Lang Hout staat de Mariakapel.
Ten westen van de buurtschap ligt het bosgebied Langhout. Ten zuiden stroomt het beekje de Dekeshorst, een zijbeek van de Kwistbeek.
Dorpen: Baarlo · Beringe · Egchel · Grashoek · Helden · Kessel · Kessel-Eik · Koningslust · Maasbree · Meijel · Panningen

Buurtschappen: Belgenhoek · Berg · Bong · Broek · Dekeshorst · Dijk · Donk (Kessel) · Donk (Meijel) · Driessen · Dubbroek · Egchelheide · Everlo · Groeze · 't Heeske · Hei (Baarlo) · Hei (Kessel) · Heldensedijk · Hof · In de Hoeven · Hert · Hout · Houthei · Houwenberg · Hub · Katsberg · Kaumeshoek · De Kievit · Korte Heide · Keup · Laagheide · Laar · Lange Heide · Lang Hout · Langstraat · Leeuwerik · Loo · Maris · Molenbaan · Molenhuizen · Nederweerterdijk · Onder en Eindt · Oyen · Platveld · Rinkesfort · Roggelsedijk · 't Rooth · Schafelt · Siberië · Soeterbeek · Spiesberg · Spurkt · Steenoven · Tongerlo · Vergelt · Vieruitersten · Vliegert · Vosberg · Vliegert · Witdonk · Zandberg (Helden) · Zandberg (Maasbree) · Zelen

Limburg: Steden en dorpen      Nederland: Provincies · Gemeenten